# Akkermansia muciniphila
Akkermansia muciniphila es una especie de bacteria humana degradadora de la mucina intestinal, la especie tipo para un nuevo género, Akkermansia, propuesto en 2004 por Muriel Derrien y otros. Se están realizando amplias investigaciones para comprender su asociación con la obesidad, la diabetes y la inflamación.

## Biología y bioquímica
A. muciniphila es una bacteria gramnegativa, estrictamente anaeróbica, no móvil, no formadora de esporas, con forma ovalada. Su tipo de cepa es MucT (= ATCC BAA-835T = CIP 107961T). A. muciniphila puede usar la mucina como su única fuente de carbono y nitrógeno, es cultivable en condiciones anaeróbicas en un medio que contiene mucina gástrica y puede colonizar el tracto gastrointestinal de una serie de especies animales.
Recientemente, la cepa Urmite de A. muciniphila se convirtió en la primera cepa bacteriana (evidentemente) no cultivable que se secuenciará en su totalidad a partir de una muestra de heces humanas.

## Efectos en tratamientos de inmunoterapia contra el cáncer
Un estudio observó a 249 pacientes con cáncer de pulmón o riñón. A. muciniphila estaba en el 69% de los pacientes que respondieron en comparación con solo un tercio de los que no lo hicieron. El aumento de los niveles de A. muciniphila en ratones también parece aumentar su respuesta a la inmunoterapia.

## Efectos en esclerosis lateral amiotrófica (ELA) en un modelo de ratón
Los investigadores identificaron una sustancia química, llamada nicotinamida, que estaba siendo producida por Akkermansia muciniphila, que cuando se inyectaba en ratones enfermos mejoraba su condición. El producto químico puede estar implicado en la reducción al mínimo del estrés oxidativo y en la preservación de la función neuronal sana durante más tiempo.